# Fin del camino (Prison Break)
| "Fin Del Camino"          | "Fin Del Camino"           |
| ------------------------- | -------------------------- |
| Capítulo #                | Temporada 2, Capítulo 21   |
| Guion                     | Matt Olmstead Seth Hoffman |
| Director                  | Bobby Roth                 |
| Emisión en Estados Unidos | 26 de mayo de 2007         |
| Cronología                |                            |
| Capítulo anterior         | Panama                     |
| Capítulo siguiente        | Sona                       |

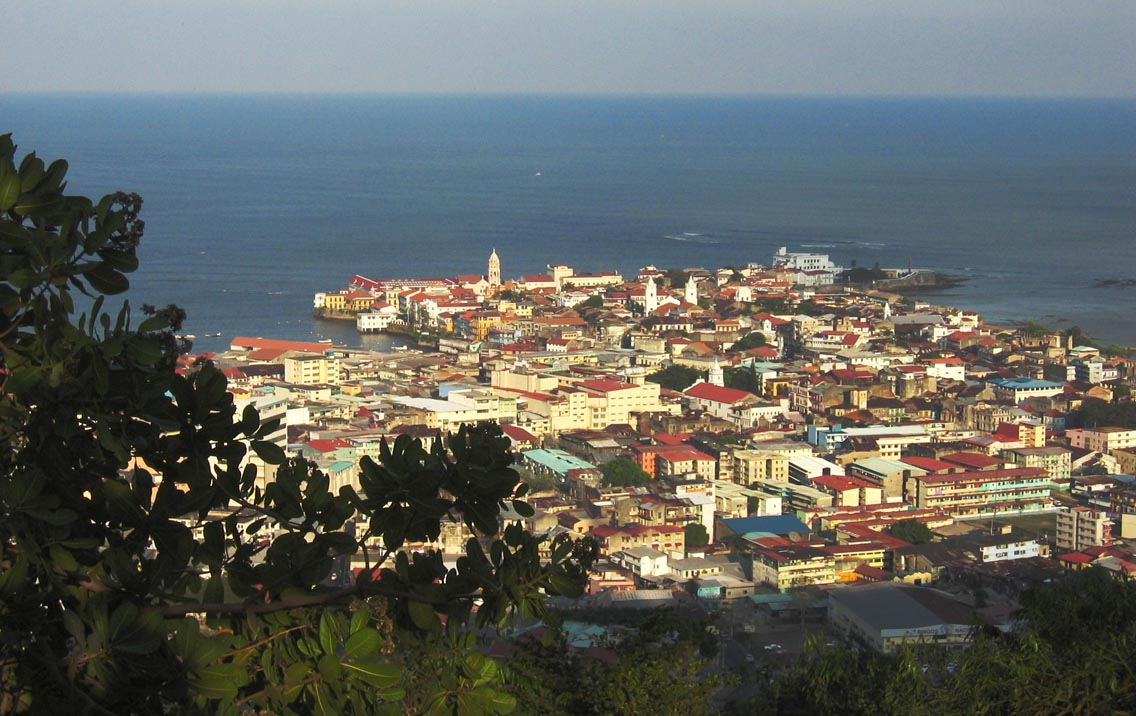
Casco Viejo - Panamá

"Fin Del Camino" es el penúltimo capítulo de la segunda temporada de la serie de televisión Prison Break. Escrito por Matt Olmstead y Seth Hoffman y dirigido por Bobby Roth, el episodio fue emitido por primera vez el 26 de marzo de 2007, a través de FOX, en los Estados Unidos. Este capítulo es la continuación directa de los acontecimientos del episodio anterior, y se desarrolla en dos situaciones distintas, por una parte los hermanos están en la ciudad de Panamá a fin de entregar a T-Bag y por otra parte en Chicago, donde enjuician a Sara, por ser cómplice de la fuga de los ocho de Fox River.

## Resumen
Es el tercer día en el juicio de Sara (Sarah Wayne Callies) en Chicago. A pesar de objeciones de la parte demandante la juez permite la cinta en que Michael (Wentworth Miller) y Lincoln (Dominic Purcell) hablan de la inocencia de Sara, para ser tomada como evidencia. Kellerman (Paul Adelstein) escucha un avance de las noticias del juicio de Sara, mientras se prepara para suicidarse. Pero su arma se atora, llama a su hermana y le confiesa todos los errores que ha cometido en su vida. Kristine (Tina Holmes) lo convence de comenzar una vida nueva y enmendar sus errores.
Mientras, en el juicio, Sara se prepara para oír su condena, doce años en una prisión de máxima seguridad. Uno de los abogados de Sara anuncia que ha venido a declarar un testigo creíble. Para sorpresa de Sara, Kellerman entra al tribunal a atestiguar la conspiración detrás del caso de Terrence Steadman y todos los delitos que ha cometido, bajo las órdenes de Caroline Reynolds y La Compañía.
Mientras que en Panamá Lincoln se encuentra a bordo del Christina Rose. Michael se ha ido a la ciudad para entregar a T-Bag a las autoridades. Michael llega a la ciudad y encuentra a T-Bag (Robert Knepper) en el Hotel Fin del Camino y descubre que hay dos agentes afuera cubriendo a Bagwell. Michael se encuentra con Sucre (Amaury Nolasco) y Bellick (Wade Williams). Sucre le dice a Michael que él no ha posteado ningún mensaje en Europeangoldfinch.net (la página en internet que los convictos usan para comunicarse). Como T-Bag tiene el bolso con los 5 millones, Michael les propone un plan: Bellick se queda con el dinero, Sucre con Maricruz y Michael entrega a T-Bag.
Mahone (William Fitchner) va camino hacia Panamá, llama a su esposa Pam (Callie Thorne) y le dice que pueden ser una familia otra vez después que el termine de arreglar unos asuntos en el exterior.
En la ciudad, después de activar la alarma de incendios, para forzar a T-Bag a salir del hotel, este sale del hotel, detrás de él los agentes, detrás de ellos Bellick, Sucre y Michael. Sorpresivamente, Mahone va tras Michael e intenta hacerle daño pero llega Lincoln y lo golpea, Lincoln tiene el control con el arma, pero Mahone lo ataca repentinamente y lo esposa. 
Michael, Sucre y Bellick siguen el camino, acechan a los dos agentes. T-Bag entra a un edificio, Michael, Sucre y Bellick desarman a los dos agentes y los atan en un callejón. Entran al edificio, donde está T-Bag. Todo resulta ser una trampa y T-Bag los encierra en un cuarto con una prostituta asesinada, mientras la policía va llegando al lugar. T-Bag huye y le dispara a Bellick en la pierna, Bellick no puede caminar y es detenido por la policía panameña, después de que ellos encuentran el cadáver de la mujer, pero Michael y Sucre consiguen escapar e ir tras T-Bag, quien es atropellado por un coche. Finalmente lo capturan con éxito, Michael tiene el dinero y a T-Bag, mientras que Sucre va en busca de un coche.
Finalmente Sucre consigue encender uno de los carros y los tres van hacia la embajada americana, donde entregarían a T-Bag. Sin embargo, T-Bag apuñala a Sucre en el brazo y hace que Michael pierda el control y se estrellan, T-Bag consigue escapar con el dinero, Michael pide ayuda a una persona que se detiene a llamar a la ambulancia, deja a Sucre allí y va tras T-Bag, quien se esconde en una casa vieja en medio del bosque. Michael entra a la casa y comienza una pelea entre ambos, T-Bag confía en que Michael no tiene el valor para hacerle daño, pero Michael lo apuñala en la muñeca y lo deja allí inmóvil hasta que llega la policía. Michael se va con el dinero de vuelta al Christina Rose. Recibe una llamada de Lincoln diciendo que está bien, Mahone se pone al teléfono y le dice que tiene a Lincoln como rehén a cambio de los 5 millones y el yate, eso por la vida de su hermano.

## Audiencia
El penúltimo capítulo de la segunda temporada tuvo un promedio de 8.01 millones de televidentes en Estados Unidos. Con el 5.2% de índice de audiencia de la casa y un 3.3/9 del índice de audiencia del público 18-49.
- Datos: Q2717926